# آندرئا دل وروکیو
آندرئا دل وروکیو (ایتالیایی: Andrea del Verrocchio؛ زاده ۱۴۳۵ درگذشته ۱۴۸۸) نقاش، مجسمه‌ساز و زرگر اهل فلورانس ایتالیا بود. نقاشی‌های اندکی با قطعیت به او منتسب است اما بزرگانی همچون لئوناردو داوینچی، پیترو پروجینو و لورنزو دی کردی در کارگاه او پرورش یافتند.

## آثار

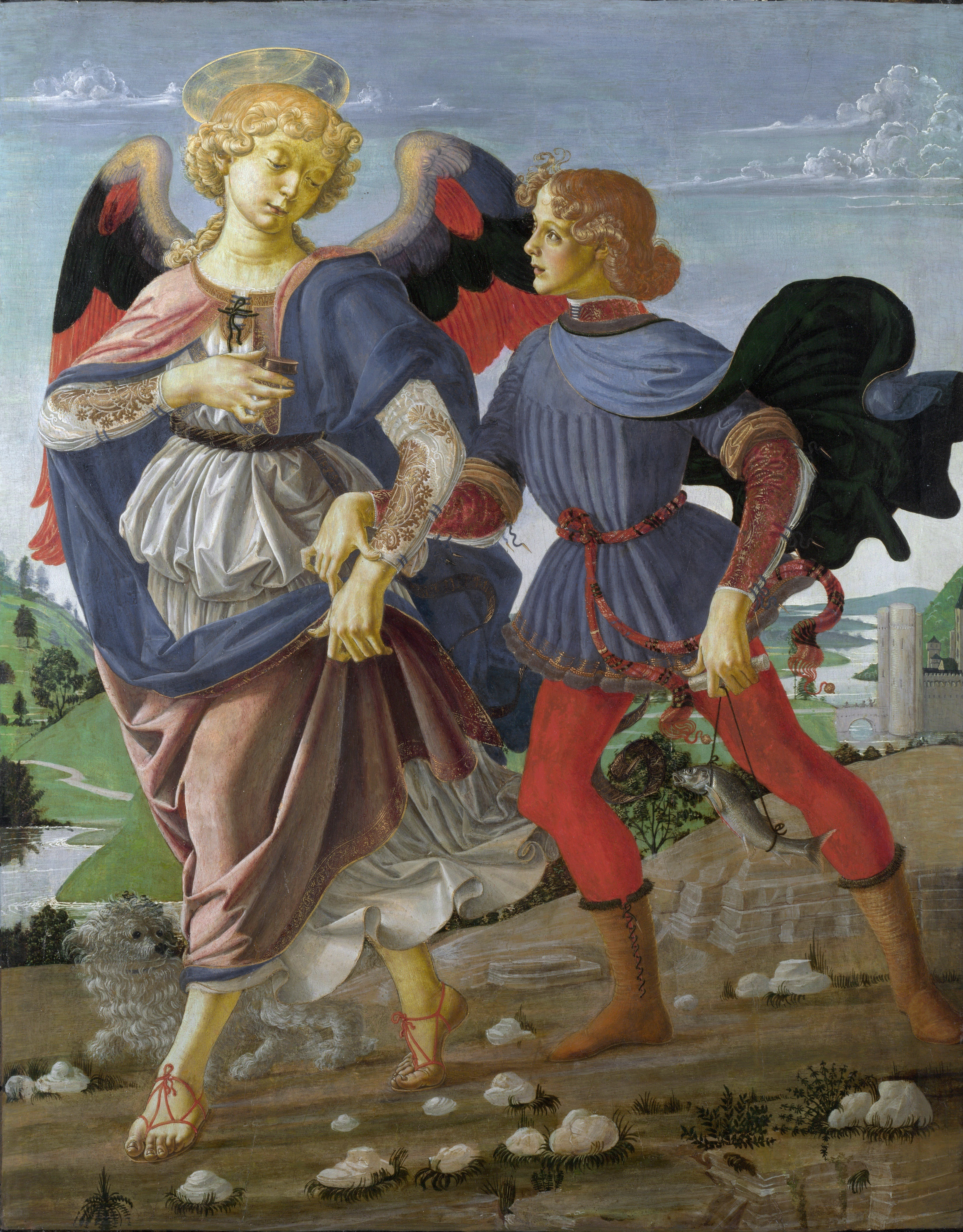
Tobias and the Angel (نقاشی)
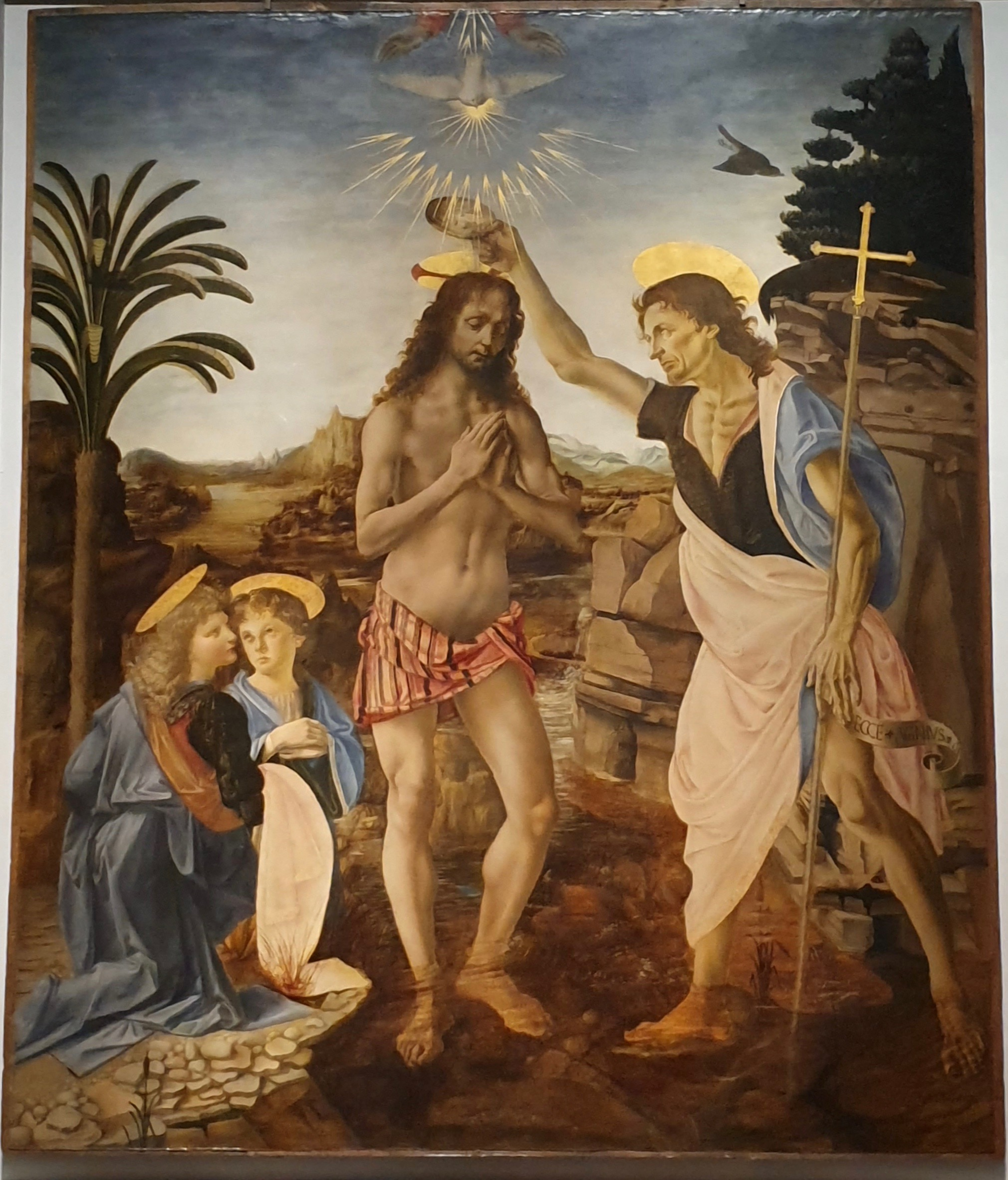
The Baptism of Christ (نقاشی – همراه با لیوناردو دا وینچی)
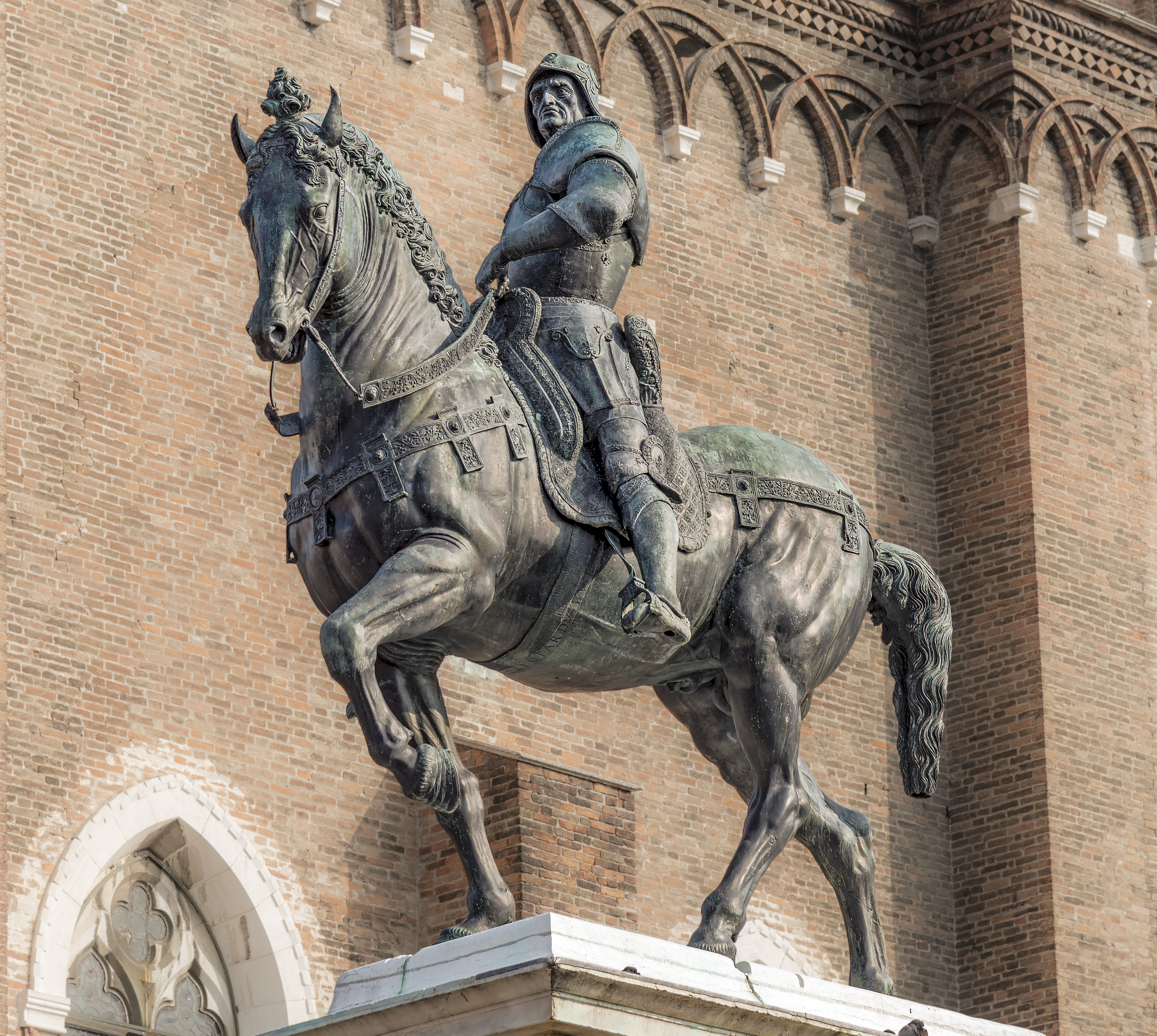
Equestrian sculpture of Bartolomeo Colleoni (برنز – cast by Leopardi)